# Эннесли, Джон, 4-й граф Ангсли
Джон Эннесли, 4-й граф Англси (англ. John Annesley, 4th Earl of Anglesey; 18 января 1676 — 18 сентября 1710) — англо-ирландский пэр и землевладелец.

## Биография
Он был крещен 18 января 1676 года в Фарнборо, графство Хэмпшир. Второй сын Джеймса Эннесли, 2-го графа Англси (1645—1690), от брака с леди Элизабет Меннерс (? — 1700), дочерью Джона Меннерса, 8-го графа Ратленда.
21 января 1702 года после смерти своего старшего брата, Джеймса Эннесли, 3-го графа Англси (1674—1702), не оставившего наследником мужского пола, Джон Эннесли унаследовал титулы 4-го графа Англси в Уэльсе (Пэрство Англии), 5-го барона Маунтнорриса из Маунтнорриса в графстве Арма (Пэрство Ирландии), 5-го виконта Валентия в графстве Арма (Пэрство Ирландии), 4-го барона Эннесли из Ньюпорт-Пагнела в Бакингемшира (Пэрство Англии) и 5-го барона Эннесли из Маунтнорриса в графстве Арма (Баронетство Ирландии), став членом Палаты лордов Англии и Палаты лордов Ирландии.
21 мая 1706 года он женился на леди Генриетте Марии Стэнли (1687 — 26 июня 1718), дочери Уильяма Стэнли, 9-го графа Дерби, и леди Элизабет Батлер. Несколько лет спустя титул барона Стрэнджа был отозван из-под ареста в её пользу, и она стала баронессой Стрэндж по собственному праву. У супругов была одна дочь:
- Леди Элизабет Эннесли (? — 23 апреля 1718)[1]

В 1710 году, незадолго до своей смерти, граф Англси был назначен вице-казначеем, генеральным сборщиком податей и казначеем вооруженных сил Ирландии и был приведен к присяге в Тайном совете Англии.
Лорд Англси скончался 18 сентября 1710 года в возрасте 34 лет, не оставив после себя потомства. Он был похоронен в Фарнборо, Хэмпшир, Англия. Ему наследовал его младший брат, Артур Эннесли, 5-й граф Англси.